# رود پژما
رود پژما (انگلیسی: Pezhma) یک رودخانه در استان آرخانگلسک کشور روسیه است.